# Stauranthera coerulea
Stauranthera coerulea är en tvåhjärtbladig växtart som först beskrevs av Carl Ludwig von Blume, och fick sitt nu gällande namn av Elmer Drew Merrill. Stauranthera coerulea ingår i släktet Stauranthera och familjen Gesneriaceae. Inga underarter finns listade i Catalogue of Life.